# Kovács Norbert (úszó)
Kovács Norbert (Veszprém, 1988. február 13. –) magyar úszó. Versenyszáma: férfi 4x200 m gyors.
A 2008. évi nyári olimpiai játékokon versenyzett Pekingben. Jelenleg a Kőbánya SC sport egyesület tagja. Edzője: Gyenge Zsigmond. A 2010-es úszó-Európa-bajnokságon versenyzett.